# Чикинёв, Игорь Владимирович
Игорь Владимирович Чикинёв (эст. Igor Tšikinjov; 26 июня 1961 — 8 декабря 2022) — советский и эстонский фехтовальщик и тренер по фехтованию.

## Биография
Родился в 1961 году в городе Кохтла-Ярве в Эстонской ССР, но через три года его семья перебралась в Таллин. Занимался хоккеем и футболом, в 1973 году увлёкся фехтованием. Первым тренером был Валерий Романов, а позже с ним работал Клавдий Ядловский.
После окончания средней школы выиграл чемпионат СССР среди юниоров. Продолжил заниматься спортом и во время службы в армии и после неё, однако вскоре пришёл к выводу о том, что не сможет стать спортсменом мирового уровня и решил пойти по стезе тренера. Он стал чемпионом Эстонской ССР на шпагах (1981) и рапирах в команде (1984, 1985), серебряным призёром на рапирах в личном первенстве (1984). В 1978 году удостоен звания мастера спорта.
В 1982 году создал первую группу фехтования при спортивной школе Морского района Таллина. В группу его учеников попала и будущая олимпийская чемпионка Оксана Ермакова.
В начале 1990-х годов был главным тренером женской сборной независимой Эстонии. Команда завоевала бронзу на чемпионате мира в 1993 году, а Ермакова стала чемпионкой в индивидуальном зачёте.
Тем не менее в 1993 году из-за разногласий со спортивным руководством был вынужден покинуть Эстонию и переехать в Швецию, а в 1997 году стал главным тренером сборной страны. Там он работал с Петером Ванки, Марией Исакссон и Эриком Йоханссоном, призёрами чемпионатов мира.
Свободно владел эстонским, шведским и говорил на английском языках. В 1994 году окончил Военный институт физической культуры.
Тренировал Николая Новосёлова, двукратного чемпиона мира. В 2013 году вновь стал главным тренером сборной Эстонии. В 2018 году стал старшим тренером сборной Узбекистана по шпаге